# Troisième section de la Chancellerie impériale
La troisième section de la Chancellerie impériale était une agence de police secrète de l'Empire russe qui exista entre 1825 et 1881.
Du fait de son appartenance à la Chancellerie impériale, et dépendant donc directement du tsar, elle avait des pouvoirs très étendus afin de lutter contre les ennemis du trône, et ses décisions étaient mises en application par le corps spécial de gendarmerie.

## Contexte
Depuis la Révolution française, les idées libérales se sont répandues en Europe, et les officiers russes qui revinrent de France quelquefois acquirent ces idées et voulurent les mettre en pratique dans leur patrie afin de remettre en cause l'autocratie et le servage.
Alexandre von Benckendorff, étant membre de la loge maçonnique des « Frères réunis », observa avec inquiétude le développement de ces idées parmi une partie de l'aristocratie et conseilla au tsar Alexandre Ier, qui ne l'aimait guère, puis à son successeur Nicolas Ier de suivre l'exemple de Fouché et de mettre en place une police afin de lutter contre ces sociétés secrètes.

## Histoire

### Création
En 1825, un groupe d'aristocrates libéraux tente de renverser Nicolas Ier afin de mettre en place une monarchie constitutionnelle.
Ce complot échoue mais fait comprendre au tsar qu'il avait besoin d'une organisation permanente afin de lutter contre le libéralisme ; il nomme alors le comte von Benckendorff, chef de la commission d'enquête chargée de juger les conjurés, chef de la troisième section de la Chancellerie impériale, section qui fut créée le 15 juillet 1826 sur ses suggestions ; le siège fut alors installé à Saint-Pétersbourg, au 16, rue Fontanka ; Benckendorff occupa son poste de 1826 à 1844.
Bien que des agences de polices secrètes aient déjà été établies dans le passé par l'Empire russe, telles que l'Opritchnina d'Ivan le Terrible ou le Bureau de la transfiguration ou la Chancellerie secrète sous les règnes de Pierre Ier le Grand et de Catherine Ire, ce fut la première fois en Russie qu'une organisation permanente fut chargée de la police politique.

### Principaux évènements
Sous Nicolas Ier, encore sous le choc de la révolte des décabristes, la troisième section bénéficia de pouvoirs étendus, qui furent réduits dans la vague de libéralisme qui accompagna l'avènement d'Alexandre II.
Cependant, l'attentat de Dmitri Karakozov contre la personne du tsar en 1866 ramena cette institution sur le devant de la scène ; cette section fut alors confiée au comte Chouvalov, un militaire.

### Échecs et disparition
Avant d'assassiner le tsar Alexandre II, les terroristes nihilistes avaient assassiné plusieurs hauts fonctionnaires depuis 1878, dont plusieurs cadres de la troisième section ou de la gendarmerie, sans que cette dernière puisse ni empêcher les attentats ni même intercepter les coupables : ainsi les deux derniers chefs de cette section furent tous deux victimes d’atteintes contre leurs vies, qui réussirent dans le cas du général Nikolaï Mezentsov, qui fut poignardé dans la rue de Saint-Pétersbourg par un assaillant qui ne fut pas immédiatement capturé en 1878 ou son successeur, le général Alexandre Drenteln (en), qui présenta sa démission après avoir reçu des tirs d'une arme à feu de la part d'un nihiliste monté à cheval.
D'autres problèmes, moins spectaculaires, causèrent des difficultés : en effet, une véritable « guerre des polices » entre cette section et les polices des Villes et celle du Ministère de l'Intérieur, entraîna une baisse d'efficience, causée par le fait que ces trois polices ne coopéraient pas mais, au contraire, pouvaient se lancer sur des fausses pistes ou arrêter des agents sous couverture ; de plus, la troisième section était obligée de faire passer ses télégrammes par des bureaux d'autres services, la rendant vulnérable aux fuites.
À la suite de ces échecs répétés, le 18 aout 1880 la troisième section, peu aimée par la population, fut dissoute par oukaze, et ses pouvoirs transférés au Département de la police du Ministère de l'Intérieur.

### Liste des dirigeants[5]
1. Alexandre von Benckendorff (1826-1844)
2. Alexeï Fiodorovitch Orlov (1844-1856)
3. Vassili Andreïevitch Dolgoroukov (1856-1866)
4. Piotr Chouvalov (1866-1874)
5. Alexandre Lvivich Potapov (en) (1874-1876)
6. Nikolaï Mezentsov (1876-1878)
7. Alexandre Drenteln (en) (1878-1880)

## Attributions

### Travail
La troisième section était chargée des tâches de haute police, c'est-à-dire la répression des crimes et délits affectant la sureté de l’État, tels que le faux-monnayage ou bien les conspirations politiques, et était également chargée de la surveillance des étrangers, des personnes suspectes ainsi que de la gestion des lieux de détention des prisonniers d’État.

### Organisation
La Chancellerie impériale elle-même était divisée en six sections.
La troisième section était organisée en quatre départements :
- Le premier département s'occupait de la répression politique.
- Le second département s'occupait des sectes dissidentes telles que le Raskol ou les Khlysts, du faux-monnayage, de la gestion des forteresses Pierre-et-Paul et Schlüsselburg ainsi que de la répartition des effectifs et des responsabilités entre les départements.
- Le troisième département surveillait les étrangers résidents en Russie, de la situation politique, des partis révolutionnaires ainsi que des organisations de pays étrangers.
- Le quatrième département s'occupait des paysans, du commerce et des foires, de la surveillance des frontières ainsi que la corruption des fonctionnaires.

Elle comportait également trois archives, dont une commune et deux secrètes, ainsi qu'une imprimerie.
Ces départements furent ensuite réorganisés de la manière suivante :
- Un cinquième département fut créé, chargé de la censure, qu'elle soit littéraire ou des pièces de théâtre[10]
- Le troisième département, quant à lui, fut divisé en deux parties.

En 1869, le troisième département fut chargé des tâches de haute police, et toutes les tâches ne s'y rattachant pas furent transférés au quatrième département.

### Moyens d'action
La troisième section de la Chancellerie impériale avait le pouvoir de faire déporter en Sibérie les personnes suspectes, ou bien de les faire interner dans ses prisons particulières; ces pouvoirs furent souvent abusés en faveur de personnages éminents afin d'obtenir des divorces, héritages ou remises de dettes.
Elle avait aussi le pouvoir de censurer les journaux, qu'elle fit fermer pour certains, et écrivains, qu'elle fit taire ou éloigner: Mikhaïl Lermontov fut interné pour son poème La mort de Pouchkine et, en 1836, Piotr Tchaadaïev, déclaré dément, fut interdit d'écriture et placé sous surveillance médicale pour un an après avoir écrit ses Lettres philosophiques.
Cependant, pour orienter l'opinion, aussi bien russe qu'étrangère, dans un sens favorable au pouvoir en place, la troisième section pouvait protéger certains écrivains de la censure officielle ou bien en sponsoriser d'autres pour qu'ils écrivent des articles favorables, moyens que von Beckendorff préférait à la manière forte : Pouchkine s'adresse directement à lui en 1831 pour pouvoir publier son journal sans être inquiété par les autorités en affirmant sa volonté de servir le gouvernement ; un autre écrivain, un certain Yakov Tolstoï, vivant à l'étranger, publie, lui plus de 1 000 articles en russe et en français.
La troisième section pouvait également censurer le courrier, mission qu'elle appliquait avec un zèle n'épargnant pas le courrier officiel ni même les dépêches diplomatiques.
L'une de ses missions étant le règlement extrajudiciaire de situations ressenties comme injustes, la troisième section eut également à régler le cas de barines abusant de leur serfs ou de fonctionnaires corrompus.
Étant placée au-dessus des lois de par son appartenance à la Chancellerie impériale, la troisième section était habilitée à casser les jugements et arrêts des tribunaux.